# Révélation progressive

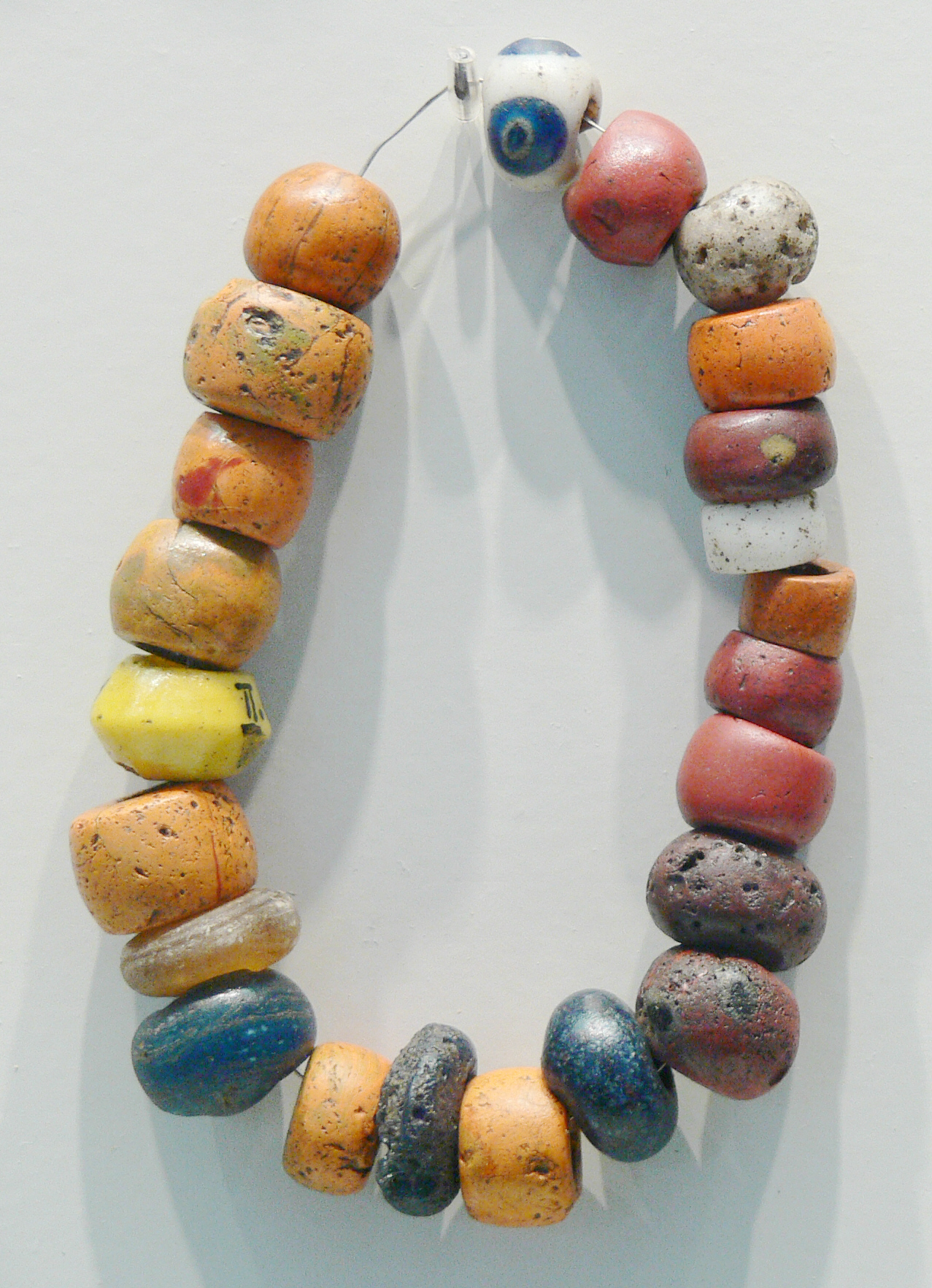
Collier de perles, apr. J.-C. ; Lieu de recherche : Jucknaitschen (Juchnajcie, Pologne) ou Germau (Russkoe, Russie) - dans le musée, l'objet n'est pas marqué Collection : Museum für Vor- und Frühgeschichte Berlin

La révélation progressive est une doctrine fondamentale dans la foi bahá'íe qui suggère que la vérité religieuse est révélée par Dieu progressivement et cycliquement dans le temps à travers une série de messagers divins, et que les formulations doctrinales sont adaptées aux évolutions temporelles et culturelles. Ainsi, les enseignements bahá'ís reconnaissent l'origine divine de nombreuses religions du monde et les considèrent comme des étapes historiques distinctes de la même religion, en avançant que la révélation de Bahá'u'lláh est la plus récente, et donc la plus pertinente dans la société moderne.
Son concept est étroitement lié à l'unicité de la foi dans la foi bahá'íe et à la nature des prophètes, appelés Manifestations de Dieu. Il est également lié aux points de vue bahá'ís sur le but et la nature de la religion, des lois, des croyances, de la culture et de l'histoire. Par conséquent, la révélation est considérée à la fois comme progressive et continue, et par conséquent infinie.

## Sources
- (en) Zaid Lundberg, « The Concept of Progressive Revelation », mai 1996